# 존 엘리엇 가디너
존 엘리엇 가디너 기사(Sir John Eliot Gardiner, CBE, 1943년 4월 20일~)는 영국의 지휘자이다.
가디너는 케임브리지 대학교 시절 옥스퍼드 케임브리지 싱어스(Oxford and Cambridge Singers)의 지휘자로 활동하다가, 졸업 후 킹스 칼리지 런던으로 옮겨 서스턴 다트(Thurston Dart) 밑에서 음악 공부를 하였다. 1964년에 그는 몬테베르디 합창단을 창립했고, 1969년에 영국 국립 오페라 극장에서 모차르트의 《마술피리》로 데뷔했다.
1968년에는 몬테베르디 오케스트라를 설립하여 몬테베르디 합창단과 함께 운영하게 되었는데, 가디너는 1978년 오케스트라 단원 중 몇명을 선정해 실내악단 잉글리쉬 바로크 솔로이스트를 만들기도 하였다.
그는 1994년에 도이체 그라모폰 레코드에 의해 올해의 아티스트로 선정됐으며 독일 레코드 비평가 협회에서 수상하는 올해의 클래식 아티스트로 선정됐다.

## 존 엘리엇 가디너와 바로크 음악
존 엘리엇 가디너는 특히 바로크 시대를 중심으로 한 옛 음악을 당시대의 악기와 주법으로 연주하는 방식을 확립하고 그것을 음악 연주계의 세계적 주류로 만드는 데 선구적인 역할을 한 대가들 중 하나로 꼽힌다. 그 자신은 이런 방식의 연주를 "역사적 정보에 따른" (Historically informed) 연주라고 불렀다. 
그럼에도 가디너의 레퍼토리는 바로크와 그 이전 시대에 국한되지 아니하며, 예를 들어 모차르트와 베토벤 및 슈만과 브람스를 포함한, 고전파와 낭만파의 여러 작곡가들의 작품들도 자주 연주한다. 이 경우에도 주관적 해석에 치우치기보다는 치밀한 역사적 연구를 반영한 학구적이고 객관적인 성격의 해석을 앞세우는 경향이 강하다.

## SDG[1]
SDG는 존 엘리엇 가디너가 창립한 음반 레이블이며 현재 그는 자신의 연주 앨범을 이 레이블을 통해 발매하고 있다. 가디너와 몬테베르디 합창단은 유럽의 유서 깊은 여러 교회들을 방문하며 연주하고 녹음하는 바흐 필그리미지 프로젝트를 행하였다. 각 장소에서 녹음된 곡은 교회력 절기별로 발매되었으며 그 전체가 바흐 칸타타 전집으로 출반되었다. 독창자로서 기성의 유명인들을 기용하는 대신 합창단원이나 신인들 중에서 발굴하여 녹음하였다.
앨범 표지 사진으로서 유명한 사진가 스티브 맥커리가 아시아와 아프리카에서 찍은 주민들의 초상을 사용함으로써 세계의 평화를 기원하는 의미를 나타내고 있다.

## 음반 리스트

### 초기에 발표한 바흐 칸타타 음반
- 모테트 BWV 225-231와 칸타타 BWV 50, BWV 118
- 칸타타 BWV 4, BWV 131
- 마그니피카트 BWV 243, 칸타타 BWV 51
- 장례 칸타타 BWV 106, BWV 118b, BWV 198
- 삼위 일체의 축일 후 27번째 일요일 칸타타 BWV 140, BWV 147
- 재림 칸타타 BWV 61, BWV 36, BWV 62
- 승천 칸타타 BWV 11, BWV 37, BWV 43, BWV 128
- 삼위 일체의 축일 후 21번째, 23번째 일요일 칸타타 BWV 16, BWV 98, BWV 139
- 부활절 칸타타 BWV 6, BWV 66
- 성령 강림제 칸타타 BWV 172, BWV 59, BWV 74, BWV 34
- 주현절 칸타타 BWV 72, BWV 73, BWV 111, BWV 156
- 성모 취결례 칸타타 BWV 82, BWV 83, BWV 125, BWV 200
- 크리스마스 칸타타 BWV 63, BWV 64, BWV 121, BWV 133
- 삼위 일체 축일 칸타타 I BWV 94, BWV 105, BWV 168
- 삼위 일체 축일 칸타타 II BWV 113, BWV 179, BWV 199

### 바흐 칸타타 순례 음반
- 바흐 칸타타 Vol. 1: City of London
  - For the Feast of St. John the Baptist
  - For the 1st Sunday after Trinity
- 바흐 칸타타 Vol. 7: Ambronay / Bremen
  - For the 14th Sunday after Trinity
  - For the Feast of St Michael and All Angels
- 바흐 칸타타 Vol. 8: Bremen / Santiago
  - For the 15th Sunday after Trinity
  - For the 16th Sunday after Trinity
- 바흐 칸타타 Vol. 10: Potsdam / Wittenberg
  - For the 19th Sunday after Trinity
  - For the Feast of Reformation
- 바흐 칸타타 Vol. 14: New York
  - Christmas Cantatas
- 바흐 칸타타 Vol. 15: New York
  - For the 3rd Day of Christmas
- 바흐 칸타타 Vol. 19: Greenwich/Romsey
  - For the 3rd Sunday after Epiphany
  - For the 4th Sunday after Epiphany
- 바흐 칸타타 Vol. 21: Cambridge/Walpole St Peter
  - For Quinquagesima Sunday (Estomihi)
  - For Annunciation / Palm Sunday / Oculi
- 바흐 칸타타 Vol. 24: Altenburg/Warwick
  - For the 3rd Sunday after Easter (Jubilate)
  - For the 4th Sunday after Easter (Cantate)
- 바흐 칸타타 Vol. 26: Long Melford
  - For Whit Sunday
  - For Whit Monday
- 바흐: Alles mit Gott, BWV 1127

### 바흐의 다른 합창곡
- B단조 미사 BWV 232
- 마태 수난곡 BWV 244
- 요한 수난곡 BWV 245
- 크리스마스 오라토리오 BWV 248

## 서훈
- 1990년 대영 제국 훈장 3등급(CBE) 수훈
- 1998년 기사작위(Knight Bachelor) 서임
- 2011년 프랑스 레지옹 도뇌르 훈장 슈발리에